# Championnats de Colombie de cyclisme sur route 2013
Les championnats de Colombie de cyclisme sur route 2013 se déroulent dans le département du Tolima. Ils sont organisés par la fédération colombienne de cyclisme, avec l'appui de la municipalité d'Ibagué et du “Club de Cyclisme Josué López”.

## Programme
Une circulaire de la fédération présente le programme.
- Vendredi 19 avril : Contre-la-montre individuel 
  - Dames Élite : 24,3 km (1 tour)
  - Messieurs Espoirs : 35,4 km (2 tours)
  - Messieurs Élite : 35,4 km (2 tours)

- Samedi 20 avril : Course en ligne
  - Dames Élite : 84,6 km (9 tours)
  - Messieurs Espoirs : 131,6 km (14 tours)

- Dimanche 21 avril : Course en ligne
  - Messieurs Élite : 150,4 km (16 tours)

Cependant, le parcours effectué par les compétiteurs a pu être modifié.

## Participation
La même circulaire de la fédération détaille les modalités de participation.
- Contre-la-montre individuel
  - Dames Élite : deux participantes par ligue cycliste départementale.
  - Messieurs Espoirs : deux participants par ligue et deux par équipes professionnelles.
  - Messieurs Élite : deux participants par ligue et deux par équipes professionnelles.

- Course en ligne
  - Dames Élite : participation libre pour chaque ligue cycliste départementale.
  - Messieurs Espoirs : six participants par ligue ou équipes professionnelles.
  - Messieurs Élite : six participants par ligue ou équipes professionnelles.

## Podiums
| Épreuves                                | Or                                                           | Argent                                 | Bronze                                                     |
| --------------------------------------- | ------------------------------------------------------------ | -------------------------------------- | ---------------------------------------------------------- |
| Compétitions masculines élite           |                                                              |                                        |                                                            |
| Course en ligne                         | Walter Pedraza (EPM - UNE)                                   | Jonathan Paredes (Meta)                | Andrés Miguel Díaz (Risaralda)                             |
| Contre-la-montre                        | Carlos Ospina (Aguardiente Antioqueño - Lotería de Medellín) | Iván Casas (EBSA - Indeportes Boyacá)  | Jaime Suaza (Aguardiente Antioqueño - Lotería de Medellín) |
| Compétitions masculines moins de 23 ans |                                                              |                                        |                                                            |
| Course en ligne                         | Ronald Gómez (Valle del Cauca)                               | Julián Marín (Coldeportes - Claro)     | Daniel Jaramillo (Coldeportes - Claro)                     |
| Contre-la-montre                        | Isaac Bolívar (Aguardiente Antioqueño - Lotería de Medellín) | Félix Barón (Formesan - Bogotá Humana) | Hernando Bohórquez (Elegant House)                         |
| Compétitions féminines                  |                                                              |                                        |                                                            |
| Course en ligne                         | Lorena Vargas (Casanare)                                     | Andreina Rivera (Antioquia)            | Claudia Castaño (Cundinamarca)                             |
| Contre-la-montre                        | Serika Gulumá (Boyacá)                                       | Adriana Tovar (Cundinamarca)           | Lorena Vargas (Casanare)                                   |

## Déroulement des championnats

### 19 avril: les contre-la-montre individuels
Les féminines disputent la course inaugurale des championnats 2013. Seize inscrites doivent se disputer le titre du contre-la-montre. Le parcours est un circuit entre Chicorál et Espinal, développant 24,3 km. Sous une pluie battante, finalement seules onze participantes prennent le départ. Le podium réunit trois sportives déjà médaillées de nombreuses fois. Serika Gulumá, absente en novembre dernier lors des juegos deportivos nacionales, s'adjuge son premier titre. La représentante de la ligue de Boyacá devance Adriana Tovar (en bronze aux Jeux nationaux) de vingt-deux secondes et Lorena Vargas de vingt-huit. La triple médaillée aux championnats panaméricains monte sur le podium quatre ans après sa dernière médaille nationale. Elle explique que ce résultat n'aurait pas été possible, il y a trois ans. C'est le travail effectué avec son entraîneur, depuis cette date et le matériel qu'il lui a confié qui lui ont permis d'être sacrée, ce jour.
Les hommes de la catégorie Espoir disputent la deuxième épreuve de la journée. Toujours dans des conditions climatiques difficiles, vingt compétiteurs, sur les vingt-neuf inscrits, s'affrontent sur un circuit de 17,7 km, à parcourir deux fois. L'Antioqueño Isaac Bolívar de la formation Aguardiente Antioqueño - Lotería de Medellín remporte le titre. Déjà médaillé par le passé, il prend le meilleur sur Félix Barón, sacré en 2010, pour seulement six secondes. Hernando Bohórquez monte sur la dernière marche du podium à trente-neuf secondes. Les deux coureurs de l'équipe Coldeportes - Claro Kevin Ríos et Daniel Jaramillo se classent respectivement quatre et cinquième. Bolívar met 43 min 26 s pour faire les 35,4 km, ce qui lui aurait permis de terminer sixième chez les Élites. Le protégé de Gabriel Jaime Vélez déclare avoir mis trois ans pour obtenir ce titre, décroché ce jour grâce à un travail spécifique avec son entraîneur et la mise en application de concepts et de technologies du cyclisme d'aujourd'hui.
Les hommes de la catégorie Élite disputent la dernière épreuve de cette première journée de compétition. À la différence des dames et des Espoirs, la pluie a cessé mais le sol reste mouillé. Sur le même parcours que les moins de 23 ans, entre Chicorál et Espinal, l'équipe Aguardiente Antioqueño - Lotería de Medellín remporte une deuxième médaille d'or. En effet, Carlos Ospina réalise le meilleur temps des vingt et un participants (sur vingt-deux inscrits). Il s'adjuge le titre, pour la seconde fois après 2010. Sur le podium, le rejoignent deux hommes médaillés aux derniers juegos deportivos nacionales. Iván Casas, sacré en novembre dernier, est battu de cinq secondes tandis que Jaime Suaza obtient la même médaille de bronze, en étant relégué à onze secondes. Deux compétiteurs, Camilo Castiblanco et Róbigzon Oyola, échouent à une seconde de Suaza. Les écarts sont très serrés puisque huit hommes terminent en cinquante secondes. Casas juge qu'il a perdu la course dans les virages, qu'il a pris avec trop de précaution, les trouvant particulièrement glissants.
À l'issue de ces trois contre-la-montre, deux ligues dominent au tableau des médailles. La ligue d'Antioquia est en tête avec deux en or et une en bronze. Elle devance celle de Boyacá, trois médailles également, mais une de chaque métal.

### 20 avril: les courses en ligne dames et Espoir hommes
Devant un nombreux public, les féminines sont les premières à s'élancer pour le titre de la course en ligne, cette fois-ci, sous une météo clémente. Initialement elles avaient neuf tours d'un circuit dans la municipalité d'Ibagué, de 9,4 km à effectuer (soit 84,6 km). Comme attendu par les observateurs, c'est au sprint que s'est conclue la course. Sur un parcours finalement écourté d'un tour et d'une douzaine de kilomètres environ, la majeure partie de l'épreuve s'est déroulée en groupe compact, sans véritables tentatives de fugue. Les représentantes de la ligue de Bogota, relayées parfois par d'autres délégations, travaillent pour une arrivée groupée, les favorites comme Serika Gulumá ou Lorena Vargas n'attendant que cela. Vargas, déjà vainqueur de la course des juegos deportivos nacionales, l'année précédente, démontre ses qualités de sprinteuse pour régler le maigre peloton. La protégée de Libardo Niño devance l'Antioqueña Andreina Rivera (quatrième du contre-la-montre, la veille) et la Cundinamarquesa Claudia Castaño. Vingt-cinq participantes terminent le championnat sur les trente et une inscrites.
Puis c'est au tour des Espoirs de disputer leur second titre en vingt-quatre heures, sur le même circuit que les féminines mais à parcourir quatorze fois. Sur une distance de 128 km, également raccourcie par rapport au programme initial, quatre-vingt-trois cyclistes, inscrits, vont s'affronter. Dans le deuxième tour, six hommes s'échappent, le peloton semble s'en désintéresser, au point qu'au neuvième tour, ils ont une avance qui culmine à 2 min 30 s. Au tour suivant les membres de la formation Coldeportes - Claro se mettent en tête de réduire l'écart avec la fugue. En un tour, le débours ne s'élève plus qu'à vingt-six secondes. À deux tours de l'arrivée, trois hommes de l'échappée initiale voient le retour de deux concurrents. C'est alors que Ronald Gómez jaillit du peloton, rejoint le groupe des cinq et le dépose. Il termine en solitaire avec près d'une minute d'avance sur le peloton. Les échappés avalés, Julián Marín s'intercale entre Gómez et le peloton, il lui résiste et prend la médaille d'argent. Tandis que Daniel Jaramillo règle au sprint le peloton. Bien que Gómez remporte la course sous les couleurs de sa ligue de la Valle del Cauca, le podium est entièrement constitué de membres de l'équipe Coldeportes - Claro, démontrant ainsi leur supériorité sur la course. Seuls les coureurs de l'équipe Elegant House ont rivalisé quelque peu. Le local Camilo Forero termine quatrième.
Au soir du deuxième jour, la ligue cycliste d'Antioquia reste en tête du tableau des médailles. Elle a exactement le double de médailles que sa dauphine, la ligue de Boyacá, qui n'a pas engrangé de récompenses, lors des deux courses de la journée.

### 21 avril: la course en ligne Élite hommes
Sur un parcours exigeant (moitié en ascension - moitié en descente) tracé dans les rues d'Ibagué se dispute le dernier titre du week-end. Quatre-vingt-sept coureurs sont au départ d'une course qui développe 150,4 km, soit seize tours de circuit. La majeure partie de l'épreuve se déroulera sous la pluie et le vent. Jahir Pérez en sera le principal malchanceux, après avoir heurté un panneau publicitaire, décroché par une bourrasque. Il sera conduit à l'hôpital avec une côte fissurée.
Dès le départ, de nombreuses tentatives d'échappée sont entreprises, rares sont celles qui ne sont pas neutralisées immédiatement. La première d'entre elles sera la plus longue. Remberto Jaramillo et Carlos Pantano restent en tête de la course pendant cinq tours, mais avec jamais plus d'une minute trente d'avance. Les dix derniers tours voient le peloton se réduire numériquement et les fugues se succéder, avec une avance de dix ou vingt secondes tout au plus. Le leader de l'équipe Coltejer, Javier González sera l'instigateur de l'une de celles-ci.
Les équipes Movistar, Aguardiente Antioqueño - Lotería de Medellín et Coldeportes - Claro travaillent pour que l'arrivée soit massive. Dans le dernier tour, les sprinters sont encore nombreux. Dix-huit prétendants se présentent en vue de la ligne d'arrivée, en légère ascension. Félix Cárdenas lance le sprint, trop tôt. Son attaque est réduite à néant par la poursuite menée par les EPM - UNE. À deux cents mètres de la ligne, Cárdenas est débordé par Jonathan Paredes. Duo dépassé, dans les cinquante derniers mètres, par Walter Pedraza, alors que côté opposé, Andrés Miguel Díaz coiffe Cárdenas pour la médaille de bronze.
Ainsi, pour son deuxième sacre, après 2005, Walter Pedraza devance Jonathan Paredes et Andrés Miguel Díaz.

## Tableau des médailles
Dix-huit médailles ont été distribuées lors des compétitions. Les médailles gagnées par les coureurs, sous le maillot d'une équipe de marque, sont comptabilisées dans le tableau pour la Ligue cycliste départementale d'origine de ceux-ci. Le vainqueur de chaque épreuve, en plus de la médaille, reçoit le maillot de Champion de Colombie.
| Rang  | Nation          | Or | Argent | Bronze | Total |
| ----- | --------------- | -- | ------ | ------ | ----- |
| 1     | Antioquia       | 2  | 2      | 2      | 6     |
| 2     | Boyacá          | 1  | 1      | 1      | 3     |
| -     | Cundinamarca    | 1  | 1      | 1      | 3     |
| 4     | Casanare        | 1  | 0      | 1      | 2     |
| 5     | Valle del Cauca | 1  | 0      | 0      | 1     |
| 6     | Bogota          | 0  | 1      | 0      | 1     |
| -     | Meta            | 0  | 1      | 0      | 1     |
| 8     | Risaralda       | 0  | 0      | 1      | 1     |
| Total | Total           | 6  | 6      | 6      | 18    |

## Bilan sportif
La ligue cycliste d'Antioquia a dominé les championnats. Elle obtient deux fois plus de médailles que ses dauphines de Boyacá et du Cundinamarca. Cinq ligues ont obtenu au moins une médaille d'or et huit au moins une récompense.
Sur le plan individuel, seule Lorena Vargas a obtenu deux médailles lors de ces championnats. Tandis que par équipes de marque, avec ses deux titres, la formation Aguardiente Antioqueño - Lotería de Medellín dominent de peu les Coldeportes - Claro est leur triplé retentissant dans la course en ligne Espoir.